# Jakob Kinau
Jakob Kinau (* 28. August 1884 in Hamburg-Finkenwerder; † 14. Dezember 1965 in Hamburg) war ein deutscher Seemann, Unteroffizier der Kaiserlichen Marine, Schriftsteller, Herausgeber und Zollbeamter.

## Herkunft und Ausbildung
Jakob Kinaus Eltern waren der Hochseefischer Heinrich Wilhelm Kinau und Metta, geb. Holst, seine Brüder die Schriftsteller Johann Wilhelm Kinau alias Gorch Fock und Rudolf Kinau.
Kinau besuchte die Volksschule und anschließend eine Seefahrtsschule, später eine Zollfachschule. Er war in der Hochseefischerei in der Nordsee tätig und erwarb das Patent als Kapitän auf kleiner Fahrt. Seinen Wehrdienst leistete er bei der Kaiserlichen Marine. Später arbeitete er beim Hamburger Wasserzoll.

## Im Ersten Weltkrieg
1916–1918 war Kinau als Minenbootsmannsmaat auf dem Hilfskreuzer Wolf eingeschifft. Die Erlebnisse dieser Reise verarbeitete er literarisch in seinem Werk Adjutant des Todes. Wolfs-Tagebuch, das 1934 im Hamburger Quickborn-Verlag erschien.

## Schriftstellerische Tätigkeit
Nach dem Kriegsende wurde Kinau wieder Zollbeamter; sein letzter Dienstgrad war Zollinspektor. Von 1920 bis 1934 war er Vorsitzender der Gewerkschaft der Wasserzollbeamten des Deutschen Reichs. Von 1924 bis 1944 war er schriftstellerisch und als Herausgeber tätig; seine Werke beschäftigten sich ausschließlich mit Themen der Seefahrt. 1925 veröffentlichte er die Werkausgabe seines Bruders Gorch Fock. 1939/40 publizierte er vier Heftromane in der Serie Kriegsbücherei der deutschen Jugend, die vom Oberkommando der Marine zu propagandistischen Zwecken finanziert wurde. 1950 erschien sein Spätwerk Leegerwall als Fortsetzung von Die See ruft.

## Werke
- Die See ruft, Hamburg 1924
- Freie Wasser, Hamburg 1926
- Adjutant des Todes, Hamburg 1934
- Gorch Fock, München 1935
- Freibeuter, Hamburg 1938
- Der Kampf um die Seeherrschaft von der Hanse bis zum Weltkrieg, München 1938
- Den Göttern aus der Hand gesprungen, Hamburg 1939
- Durchbruch nach Oslo, Berlin 1940
- Mit Käppen Jonas auf U-Bootjagd, Berlin 1940
- Vorpostenboot "Seehund", Berlin 1940
- Der Tiger der Fjorde, Berlin 1941
- Undeichbar Land, Hamburg 1942
- Leegerwall, Hamburg 1950
- Upwussen an de Elv, Hamburg 2003 (zusammen mit Gorch Fock und Rudolf Kinau)

## Herausgeberschaft
- Gorch Fock: Sämtliche Werke, Hamburg
  - 1 (1925)
  - 2 (1925)
  - 3 (1925)
  - 4 (1925)
  - 5 (1925)
- Gorch Fock: Ein Schiff! Ein Schwert! Ein Segel!, München 1934 (herausgegeben zusammen mit Marie Luise Droop)
- Gorch Fock: Seefahrt ist not!, Hamburg 1944 (herausgegeben zusammen mit Maria Kinau)